# Marc Aureli Paulí
Marc Aureli Paulí (en llatí Marcus Aurelius Paulinus) va ser un magistrat romà del segle iii.
Va ser nomenat cònsol l'any 277 juntament amb l'emperador Marc Aureli Probe, segons diu el Codi de Justinià.